# سد خرم‌بید
سد خاکی خرم‌بید  که توسط هخامنشیان{این امر هنوز اثبات نشده است} ساخته شده‌است در ۲۵ کیلومتری جنوب صفاشهرو ۲ کیلومتری شرق روستای چمیان (موسوم به شهید آباد) واقع شده‌است. این سد خاکی که با کانال‌های سنگی ساخته شده در تنگه حنای بخش مشهد مرغاب(قادرآباد) واقع شده‌است. باقی‌مانده این سد در باورهای مردم منطقه به غار دیو شهرت دارد. فارس شناس جوان جابر حیدری فرد نخستین کسی بود که طی گزارشی به افسانه وجود غار دیو پایان داد و از بودن سد در این مکان خبر داده و همه را شگفت زده کرد.
این سد برای مهار آب‌های رودخانه‌ای که از این تنگه می‌گذشته احداث شده و آب کشاورزی را به بخش‌های مختلف مرودشت هدایت می‌کرده‌است.
این سد خاکی یک کانال هدایت آب دارد که از سنگ‌های تراش خورده خاکستری رنگ ساخته شده‌است. در ساخت و چفت و بست این سنگ‌ها از بست‌های فلزی استفاده شده‌است.
سد خاکی مشهد مرغاب دارای طول تقریبی ۵۰۰ متر، ارتفاع ۱۰ تا ۱۵ متر و عرض بین ۱۰ تا ۳۰ متر است. قسمت شرقی این سد بر اثر طغیان رودخانه شکسته و از بین رفته‌است.